# Næstved
Næstved är en tätort och stad i Næstveds kommun på södra Själland i Danmark, nära Susås utlopp. Den är med sina 45 099 invånare (2024) Själlands femte största stad. Stadens namn är bildat av næs 'halvö' og tved 'röjd skogsmark'. Næstved är en betydande handels- och industristad. Staden är centralort i Næstveds kommun, vilken har 84 747 invånare (2024).

## Transporter
Næstved är en järnvägsknut med dels Sydbanen mellan Köpenhamn och Rødby Færge, dels järnvägslinjen Lille Syd från Roskilde och Køge.
Staden har också en hamn med utlopp i Karrebæk Fjord.  